# 新聖書辞典
『新聖書辞典』（しんせいしょじてん）は、いのちのことば社より1985年に刊行された聖書辞典である。聖書信仰に立つ福音派の神学者、牧師ら129名によって執筆された。本文1424ページ、巻末付録109ページ、図版32枚、24cm、価格18000円（ISBN 4264007062）である。用語、表記などは『新改訳聖書』第2版に基づいているが、『口語訳聖書』の表記を併記している。
刊行委員長は安藤仲市が務めた。常任編集委員は泉田昭、宇田進、服部嘉明、舟喜信、山口昇の5名である。
主な執筆者は、朝岡茂、有賀喜一、有賀寿、井出定治、上沼昌雄、内田和彦、宇田進、小畑進、尾山令仁、大山武俊、岡村又男、川崎廣、小助川次雄、佐竹十喜雄、斎藤篤美、榊原康夫、島田福安、下川友也、鈴木昌、田辺滋、岳藤豪希、千代崎秀雄、富井悠夫、中澤啓介、鍋谷堯爾、丹羽喬、西満、野田秀、羽鳥純二、服部嘉明、春名純人、舟喜信、本間正巳、松本任弘、丸山忠孝、湊晶子、村岡崇光、村上宣道、村上久、森和亮、安田吉三郎、山口昇、油井義昭、横山武、吉持章である。

## いのちのことば社刊の各聖書辞典
いのちのことば社は1985年刊行の『新聖書辞典』の前後に聖書辞典をいくつか出版している。
1961年に、常葉隆興が編集委員長を務めた本文825ページ、付録41ページ、22cmの『聖書辞典』が刊行された。この聖書辞典は序文で「聖書は…その文字に至るまで霊感されたる誤りなき「神の言」…と信ずる者の立場からの聖書辞典」とその編集姿勢を明言している。
1985年に、いのちのことば社創立35周年記念として安藤仲市が刊行委員長を務めた『新聖書辞典』が出版され、主に福音派で使われた。本文1424ページ、巻末付録109ページ、図版32枚、24cm、価格18000円である。
1998年に、797ページ、19cm、価格3700円の簡略版として山口昇の監修による『エッセンシャル聖書辞典』(ISBN 4264017270) が刊行された。2006年には新版の『新エッセンシャル聖書辞典』(ISBN 9784264024774) が刊行された。この新版は旧版より約400ページ増えて1213ページ、19cm、本体価格3800円である。
2014年に『新聖書辞典 新装版』（巻末付録を含めて1711ページ、22cm、本体価格6900円、ISBN 9784264032571）が刊行された。この『新装版』は1985年刊行の『新聖書辞典』の判型を小さくし、口絵、写真、カラー地図を除いたものである。聖書の訳語は『新改訳聖書』第2版から第3版の訳語に改め、『新共同訳聖書』の訳語で『新改訳聖書』第3版と異なる訳語は参照語として立項してある。